# Daniela Ciancio
Daniela Ciancio (Napoli, 5 marzo 1965) è una costumista e scenografa italiana.

## Biografia
Daniela Ciancio cominciò a studiare scenografia presso l'Accademia di Belle Arti di Napoli, conseguendo il diploma in scenografia. Nel 1986 iniziò una collaborazione con il Teatro di San Carlo e il Nuovo Teatro Nuovo di Napoli, nel 1994, consegue il diploma al Centro Sperimentale di Cinematografia di Roma, vincendo uno stage con Piero Tosi. La sua carriera  ha attraversato il cinema, il teatro, l'opera e la televisione.
Ha ricevuto un David di Donatello per i migliori costumi con il film Il resto di niente di Antonietta De Lillo nel 2005, ha anche collaborato con diverse produzioni cinematografiche e televisive straniere, ed è stata fra i supervisori ai costumi per Mission: Impossible III. Nel 2013 cura i costumi de La grande bellezza di Paolo Sorrentino, per il quale vince il secondo David di Donatello. Dal 2024 ricopre il ruolo di Direttrice della Sartoria del Teatro di San Carlo.

## Carriera

### Cinema
- I racconti di Vittoria (1995)
- Senza movente, regia di Luciano Odorisio (1999)
- South Kensington (2001)
- Il resto di niente (2003)
- Il pranzo della domenica (2003)
- Vento di terra (2004)
- La guerra di Mario (2005)
- Tre donne morali (2006)
- Maradona - La mano de Dios (2006)
- Ma l'amore... sì! (2006)
- L'aria salata (2006)
- A casa nostra (2006)
- L'ora di punta (2007)
- Il divo (2008)
- Alza la testa (2010)
- Ti presento un amico (2010)
- La vita è una cosa meravigliosa (2010)
- All'ultima spiaggia (2012)
- La grande bellezza, regia di Paolo Sorrentino (2013)
- Meredith - The Face of an Angel (The Face of an Angel) (2014)
- Il mio nome è vendetta, regia di Cosimo Gomez (2022)
- Here after - L'aldilà, regia di Robert Salerno (2024)

### Opera
- Romeo e Giulietta (2005)
- Nabucco (2006)
- Cavalleria rusticana (2007)
- Salomè (2025)
- Medea (2025)

### Televisione
- L'oro di Scampia (2014)
- Il clan dei camorristi (2013)
- Come un delfino (2011)
- La nuova squadra (2008)
- Nero a metà (2018-2020)
- Alfredino - Una storia italiana (2021)
- A muso duro - Campioni di vita, regia di Marco Pontecorvo – film TV (2022)
- Vincenzo Malinconico, avvocato d'insuccesso, regia di Alessandro Angelini – serie TV (2022)

## Premi e riconoscimenti
- Ciak d'oro
  - 2005 - Migliori costumi per Il resto di niente[3]
  - 2014 - Migliori costumi per La grande bellezza[4]